# Ploské (okres Revúca)
Ploské (německy Eisenhammer bei Großsteffelsdorf; maďarsky Poloszkó) je obec na Slovensku v okrese Revúca ležící na úpatí Muráňské planiny. Žije zde 71 obyvatel.

## Historie
První písemná zmínka o obci (pod názvem Paleczka) pochází z roku 1413. Obyvatelstvo se zpočátku zabývalo pastevectvím a chovem dobytka, od konce 18. století a v 19. století výrobou pluhů a podkov, prací v železárnách a povoznictvím železné rudy a dřevěného uhlí.

## Památky
Hamr – soubor budov bývalé železárny Jana Latináka. Památkově chráněn je administrativní objekt železárny, jednopodlažní klasicistní stavba z roku 1814.